# سوسنوفکا (شهرستان بیژبولیاکسکی، باشقیرستان)
سوسنوفکا (انگلیسی: Sosnovka, Bizhbulyaksky District, Republic of Bashkortostan) یک شهرک در شهرستان بیژبولیاکسکی باشقیرستان کشور روسیه است.